# Подчаша-Воля
Подчаша-Воля (пол. Podczasza Wola) — село в Польщі, у гміні Кльвув Пшисуського повіту Мазовецького воєводства.
Населення — 256 осіб (2011).
У 1975-1998 роках село належало до Радомського воєводства.

## Демографія
Демографічна структура станом на 31 березня 2011 року:
|          | Загалом | Допрацездатний вік | Працездатний вік | Постпрацездатний вік |
| -------- | ------- | ------------------ | ---------------- | -------------------- |
| Чоловіки | 128     | 24                 | 90               | 14                   |
| Жінки    | 128     | 20                 | 77               | 31                   |
| Разом    | 256     | 44                 | 167              | 45                   |